# Димитър Димитров (генерал-майор, р. 1929)
Вижте пояснителната страница за други личности с името Димитър Димитров.
Вижте пояснителната страница за други личности с името Димитър Димитров (генерал).
 Димитър (Димитрий) Георгиев Димитров е български офицер, генерал-майор, заслужил летец и военен летец – 1 клас.

## Биография
Роден е на 1 януари 1929 г. в пирдопското село Долно Камарци. Завършва Висшето военновъздушно училище в Долна Митрополия. В периода 31 юли 1962 – 15 октомври 1965 е командир на осемнадесети изтребителен авиополк. Бил е началник на отдел „Бойна подготовка“ при командването на авиацията, командир на втора дивизия ПВО. Заместник-командващ ПВО и ВВС по тила от 1977 до 1979 г. След това е генерален директор на българската гражданска авиация.